# Forever Love (đĩa đơn của TVXQ)
Forever Love là đĩa đơn tiếng Nhật thứ mười bốn của Tohoshinki, phát hành ngày 14 tháng 11 năm 2007 bởi Rhythm Zone.
Ca khúc B-side của đĩa đơn, "Day Moon ~Harudal~" được chọn làm nhạc phim cho bộ phim truyền hình Air City.

## Danh sách bài hát

### CD
| STT | Nhan đề                                                               | Phổ lời             | Phổ nhạc      | Thời lượng |
| --- | --------------------------------------------------------------------- | ------------------- | ------------- | ---------- |
| 1.  | "Forever Love"                                                        | Ryojio Sonoda       | Ichiro Fujiya |            |
| 2.  | "Day Moon 〜ハルダル〜" (Day Moon ~Harudal~)                          | H.U.B, Kim Jung Bae | Kenzie        |            |
| 3.  | "Forever Love (Acapella Version)"                                     |                     |               |            |
| 4.  | "Forever Love (Less Vocal)"                                           |                     |               |            |
| 5.  | "Day Moon～ハルダル～ (Less Vocal)" (Day Moon ~Harudal~ (Less Vocal)) |                     |               |            |

### DVD
1. Forever Love (Music Video)
2. Offshot Movie

## Xếp hạng

### OriconSales Chart (Nhật Bản)
| Ngày phát hành       | Bảng xếp hạng                | Thứ hạng cao nhất | Số bản tiêu thụ | Chart run |
| -------------------- | ---------------------------- | ----------------- | --------------- | --------- |
| 14 tháng 11 năm 2007 | Oricon Daily Singles Chart   | 3                 |                 |           |
| 14 tháng 11 năm 2007 | Oricon Weekly Singles Chart  | 4                 | 50,781          | 6 tuần    |
| 14 tháng 11 năm 2007 | Oricon Monthly Singles Chart | 15                |                 |           |
| 14 tháng 11 năm 2007 | Oricon Yearly Singles Chart  |                   | 49,607          |           |

### Korea Monthly Foreign Albums & Singles
| Ngày phát hành       | Bảng xếp hạng  | Thứ hạng cao nhất | Số bản tiêu thụ |
| -------------------- | -------------- | ----------------- | --------------- |
| 21 tháng 11 năm 2007 | November Chart | 2                 | 8,772           |

### Korea Yearly Foreign Albums & Singles
| Ngày phát hành       | Bảng xếp hạng | Thứ hạng cao nhất | Số bản tiêu thụ |
| -------------------- | ------------- | ----------------- | --------------- |
| 21 tháng 11 năm 2007 | 2007          | 21                | 9,494           |